# ケイタイプ
ケイタイプとは、シティグループ傘下で日本の消費者金融会社であるCFJがディックブランドでかつて提供していた携帯電話用アプリケーションソフトウェア。当時、携帯電話だけでローンの申し込みができた。

## 概要
従来、消費者金融でローンの申し込みをする場合は、一旦インターネットや自動契約機、店舗などでローンの申込みをした後、自動契約機もしくは店舗へ出向いて契約手続きを行う必要があった。この手間を解消すべく、契約から審査、融資に至るまでを携帯電話で完結することができるサービスとして開発が進められ、2007年6月12日からサービスが提供された。
しかし、シティグループの日本における消費者金融の事業見直しの一環として、サービス導入からわずか1年半にも満たない2008年11月11日をもって終了された。

## 利用条件
このサービスを利用するためには、通常のディックの利用条件に追加して、下記の条件に適合している必要があった。
- NTTドコモのカメラ付き携帯電話（FOMA）を利用していること。
  - キャリアはNTTドコモのiモードのみが利用できる。なお、auやソフトバンクモバイルについては対応していなかった。
- 運転免許証を所有していること。
- 本人限定受取郵便で契約関係書類等を受け取れること。